# Aloe foliolosa
Aloe foliolosa é uma espécie de liliopsida do gênero Aloe, pertencente à família Asphodelaceae.